# Jerzy Jełowicki

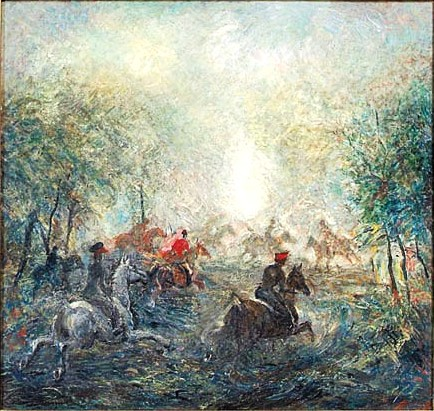
Obraz Za lisem Jerzego Jełowickiego, 1936

Jerzy Jełowicki, właśc. Jerzy Bożeniec Jełowicki herbu własnego (ur. 11 sierpnia 1899 w Rożniatówce, zm. 22 września 1939 w Łomiankach) – polski ziemianin, agronom, artysta malarz, podporucznik kawalerii Wojska Polskiego, kawaler Orderu Virtuti Militari. 

## Życiorys
Pochodził ze starej rodziny szlacheckiej, osiadłej w obwodzie winnickim na Podolu. Jego rodzicami byli Wacław i Maria z d. Mogilnicka. Mieszkał na przemian w majątku Stadniki i Warszawie.
Po ukończeniu gimnazjum podjął studia agrotechniczne w Szkole Głównej Gospodarstwa Wiejskiego w Warszawie. Ukończył je w 1925, uzyskując dyplom inżyniera rolnika. W latach 20. i później studiował także, choć z przerwami, w stołecznej Szkole Sztuk Pięknych (od 1932 ASP) w pracowni Tadeusza Pruszkowskiego. Dyplom w zakresie malarstwa uzyskał w 1935. W tym samym roku został członkiem formacji artystycznej „Grupa Czwarta”. Uczestniczył we wszystkich jej wystawach. Jego prace zostały wykorzystane do dekoracji wnętrz transatlantyku MS „Piłsudski”. Ponadto był uczestnikiem Igrzysk Olimpijskich w Berlinie w 1936. Rywalizował w dyscyplinie „malarstwo” w Olimpijskim Konkursie Sztuki i Literatury.
Wcześniej odbył przeszkolenie wojskowe na kursie podchorążych rezerwy kawalerii. 1 lipca 1925 otrzymał promocję na stopień podporucznika rezerwy kawalerii z przydziałem mobilizacyjnym do 21. Pułku Ułanów Nadwiślańskich w Równem.
Zmobilizowany w 1939, po agresji Niemiec na Polskę walczył w kampanii wrześniowej. Był dowódcą 2. plutonu w 3. szwadronie 21. Pułku Ułanów Nadwiślańskich. Poległ we wrześniu 1939 w Łomiankach podczas walk w obronie Warszawy. Pośmiertnie został odznaczony Krzyżem Virtuti Militari. Spoczywa na cmentarzu w Kiełpinie. Na jednej z mogił zbiorowych kwatery znajduje się imienna tabliczka z samym jego nazwiskiem. Imienna tabliczka epitafijna umieszczona jest także na grobie rodzinnym na cmentarzu parafialnym w Olsztynie.

## Twórczość
Tworzył głównie pejzaże i historyczne sceny batalistyczne. Jednym z jego ulubionych tematów były konie. Malował w manierze postimpresjonistycznej.  Większość jego dzieł uległa zniszczeniu podczas wojny. Nieliczne obrazy znajdują się w zbiorach m.in. Muzeów Narodowych w Warszawie i Krakowie.

### Wybrane prace
- Konie przed karczmą
- Bateria konna w ogniu
- Rynek w słońcu, 1934
- Kamieniczki w Kazimierzu Dolnym, 1934
- Konfederaci barscy, 1934
- Bitwa pod Komarowem, 1935
- Za lisem, 1936
- Pod Warną
- Żółkiewski w Moskwie
- Zdobywanie Sandomierza